# Möljeryds hembygdsgård
Möljeryds hembygdsgård ligger i Möljeryd i Ronneby kommun. Byggnationen påbörjades år 1951 och byggnaden invigdes därefter sommaren 1952. Förutom huvudbyggnaden med samlingssal och scen uppfördes också en fristående paviljongbyggnad för lotteri och luftgevärsskytte. Bebyggelsen kompletterades med en dansbana som kvarstod till 1970-talet innan den revs. Huvudbyggnadens kök byggdes till under 1990-talet då även byggnaden tillgänglighetsanpassades i vissa delar.